# لیتل بی، نیو ساوت ولز
لیتل بی (به انگلیسی: Little Bay) یک حومه شهر در استرالیا است که در نیو ساوت ولز واقع شده‌است.